# (1679) Nevanlinna
(1679) Nevanlinna – planetoida z pasa głównego asteroid okrążająca Słońce w ciągu 5 lat i 186 dni w średniej odległości 3,12 au. Została odkryta 18 marca 1941 roku w Obserwatorium Iso-Heikkilä w Turku przez Liisi Otermę. Nazwa planetoidy pochodzi od Rolfa Nevanlinny (1895-1980), fińskiego matematyka. Przed nadaniem nazwy planetoida nosiła oznaczenie tymczasowe (1679) 1941 FR.